# Annie Steiner
Pour les articles homonymes, voir Steiner.
Annie Steiner (en arabe : آني ستاينر), née Annie Virginie Blanche Fiorio, née le 7 février 1928 à  Hadjout (anciennement Marengo durant l'Algérie française) et morte le 21 avril 2021, est une militante algérienne du FLN. Elle s'engage dans les centres sociaux et devient membre du « réseau bombes » de Yacef Saâdi. Arrêtée le 15 octobre 1956, elle est condamnée en mars 1957 par le Tribunal des forces armées d'Alger à cinq ans de réclusion pour aide au FLN. Elle est alors incarcérée à la prison de Barberousse avant d'être libérée en 1961.

## Biographie

### Enfance et formation
Annie Fiorio est née en 1928, elle est algérienne d'origine française, fille de pieds-noirs.
Diplômée en 1949, elle travaille dans les Centres sociaux algériens, créés par Germaine Tillion (figure de la résistance et ethnologue anticolonialiste entrée au Panthéon en 2015) où leur mission est d'apporter une assistance médicale et d’alphabétiser la population.
En décembre 1951, elle épouse le Suisse Rudolf Steiner et aura avec lui deux filles : Édith et Ida. Le 1er novembre 1954, elle a vingt-six ans et travaille à la Bibliothèque des centres sociaux, à Alger. C'est durant cette période avec ses collègues qu'elle est confrontée à la misère des Algériens. À l’époque, elle ne milite dans aucun parti politique ni association ; Elle raconte ainsi les raisons de son engagement : lors de la « Toussaint rouge », le 1er novembre 1954 à son domicile en présence de son mari et de deux amis, elle applaudit spontanément à la nouvelle. Elle veut s’engager tout de suite au Front de libération nationale (FLN).
Peu après, elle entre en contact avec des militants du FLN. Elle explique : « Je ne militais dans aucun parti, et les Algériens, sans doute, trouvaient ma décision étonnante. Ils ont peut-être fait une enquête sur moi et ils m’ont acceptée peu après. Ils m’ont demandé : " Jusqu’où êtes-vous prête à travailler pour le FLN ? ". J’ai répondu : "Je m’engage totalement."» .
Annie Fiorio-Steiner devient ainsi agente de liaison du FLN, transportant des lettres et des couffins : « On ne m’a jamais demandé de poser de bombes. J’ai transporté des ouvrages sur la fabrication d’explosifs mais j’ai surtout transporté des lettres qui ont permis les accords entre le FLN et le PCA (Parti communiste algérien)». « J’ai pu faire beaucoup de choses car je n’étais pas fichée, mais non parce que j’étais meilleure que les autres ».
Elle est arrêtée en octobre 1956 au travail et détenue à la prison de Barberousse, où sont incarcérés les militants du FLN avant leur procès. Là, elle rencontre ses « sœurs », des moudjahidates, qui l’accompagnent durant sa captivité.
Le 11 février 1957, à l’aube, dans la cour de la prison de Barberousse où Annie Steiner est incarcérée, trois militants nationalistes sont guillotinés, Mohamed Ben Ziane Lakhnèche dit «Ali Chaflala», Ali Ben Khiar Ouennouri dit «P’tit Maroc» et Fernand Iveton, seul Européen exécuté pendant la guerre d'Algérie. Le soir même dans sa cellule, Annie Steiner compose le poème Ce matin ils ont osé, ils ont osé vous assassiner.
En mars 1957, elle est condamnée à cinq ans de prison et est emprisonnée à Maison-Carrée où elle rejoint des prisonnières de droit commun.
Annie Fiorio-Steiner est ensuite envoyée en France, dans des prisons de Paris, Rennes et Pau,,. En 1961, elle est libérée et se rend en Suisse alémanique où résident son mari et ses deux petites filles.
Elle retourne en Algérie. À l’indépendance de l’Algérie, elle choisit la nationalité algérienneet n’a plus jamais quitté son pays depuis. Son attachement aux principes du 1er novembre 1954 l’incite à se révolter encore vers la fin de sa vie. Peu de temps après, elle occupe un poste de directeur au Secrétariat général du Gouvernement, poste qu’elle conserve plus de trente ans.

### Mort
Elle meurt en avril 2021. Elle est inhumée le 21 avril 2021, dans le carré chrétien du cimetière d'El-Alia à Alger,.

## Décorations
- Djadir de l'ordre du Mérite national d'Algérie.